# Callisthenia ruberrima
Callisthenia ruberrima là một loài bướm đêm thuộc phân họ Arctiinae, họ Erebidae.